# Acrobasis aicha
Acrobasis aicha is een vlinder van de familie van de snuitmotten (Pyralidae). De wetenschappelijke naam van deze soort is voor het eerst voorgesteld door Jan Asselbergs in een publicatie uit 1998.
De soort komt voor in Marokko.